# Літтл-Рок (Айова)
Літтл-Рок (англ. Little Rock) — місто (англ. city) в США, в окрузі Лайон штату Айова. Населення — 439 осіб (2020).

## Географія
Літтл-Рок розташований за координатами 43°26′44″ пн. ш. 95°52′50″ зх. д. / 43.44556° пн. ш. 95.88056° зх. д. (43.445435, -95.880437).  За даними Бюро перепису населення США в 2010 році місто мало площу 2,08 км², уся площа — суходіл.

## Демографія
Згідно з переписом 2010 року, у місті мешкало 459 осіб у 195 домогосподарствах у складі 129 родин. Густота населення становила 221 особа/км².  Було 221 помешкання (106/км²).
Расовий склад населення:
| - 99,8 % — білих |

До двох чи більше рас належало 0,0 %. Частка іспаномовних становила 0,7 % від усіх жителів.
За віковим діапазоном населення розподілялося таким чином: 24,6 % — особи молодші 18 років, 53,8 % — особи у віці 18—64 років, 21,6 % — особи у віці 65 років та старші. Медіана віку мешканця становила 41,8 року. На 100 осіб жіночої статі у місті припадало 93,7 чоловіків;  на 100 жінок у віці від 18 років та старших — 89,1 чоловіків також старших 18 років.
Середній дохід на одне домашнє господарство  становив 54 525 доларів США (медіана — 51 719), а середній дохід на одну сім'ю — 58 842 долари (медіана — 57 778). За межею бідності перебувало 9,8 % осіб, у тому числі 18,8 % дітей у віці до 18 років та 3,8 % осіб у віці 65 років та старших.
Цивільне працевлаштоване населення становило 264 особи. Основні галузі зайнятості: освіта, охорона здоров'я та соціальна допомога — 31,4 %, виробництво — 20,1 %, сільське господарство, лісництво, риболовля — 11,0 %, роздрібна торгівля — 5,7 %.